# Oligosita pauliani
Oligosita pauliani är en stekelart som beskrevs av Jean Risbec 1955. Oligosita pauliani ingår i släktet Oligosita och familjen hårstrimsteklar.
Artens utbredningsområde är Madagaskar. Inga underarter finns listade i Catalogue of Life.